# Céleste Mogador
Céleste Mogador, född Venard 1824, död 1909, var en fransk dansare och författare.
Hon var aktiv som kurtisan innan hon utbildade sig till dansare. Hon är berömd som den dansare som introducerade quadrille och can-can vid Bal Mabille, och var troligen också den första som dansade Schottis. 
Hon gifte sig 1854 med Lionel de Moreton, greve de Chabrillan, Frankrikes ambassadör i Australien. 
Hon blev änka 1858 och var sedan verksam som teaterdirektör och pjäsförfattare. 
Hon utgav sina memoarer. 